# Conclave de 1691

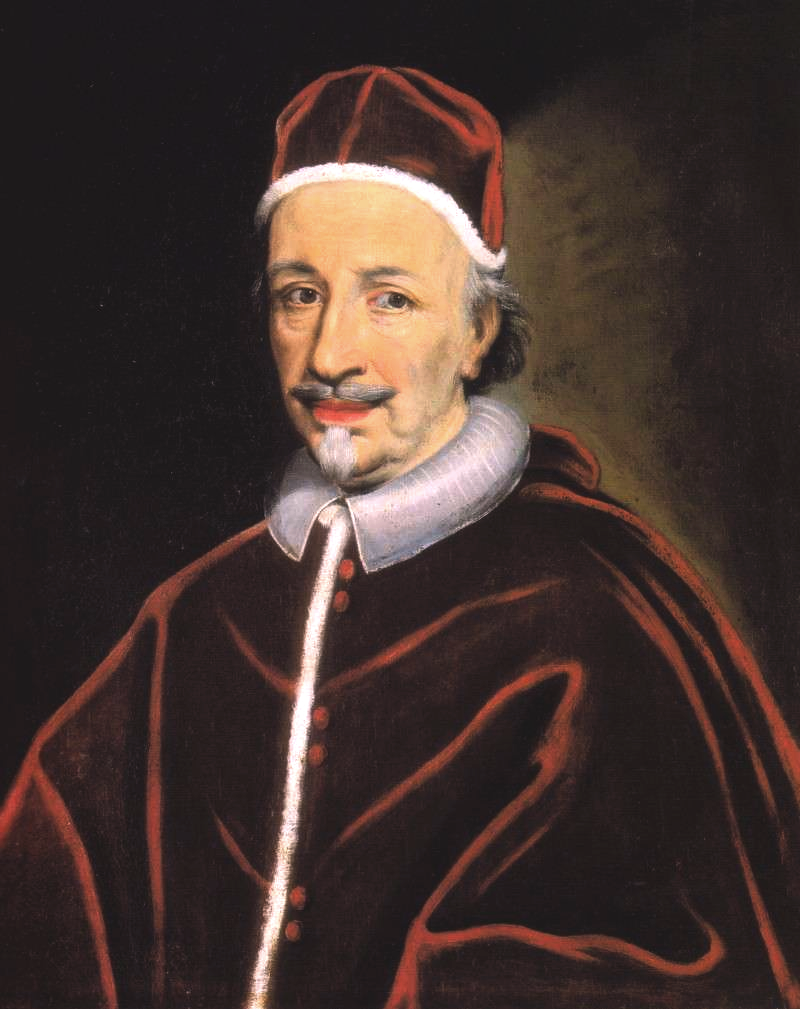
Pape Innocent XII.

Le conclave de 1691 est convoqué à la mort du pape Alexandre VIII afin d'élire son successeur. Il a lieu du 12 février au 12 juillet 1691 et s'achève par l'élection du cardinal Antonio Pignatelli, qui prend le nom de règne pontifical d'Innocent XII.

## Cardinaux présents
1. Alderano Cibo
2. Flavio Chigi
3. Giacomo Franzoni
4. Paluzzo Paluzzi Altieri degli Albertoni
5. Emmanuel-Théodose de La Tour d'Auvergne, duc de Bouillon
6. Francesco Maidalchini
7. Carlo Barberini
8. Gregorio Barbarigo
9. Giannicolò Conti
10. Giovanni Dolfin
11. Nicolò Acciaioli
12. Gasparo Carpegna
13. César d'Estrées
14. Pierre de Bonzi
15. Vincenzo Maria Orsini
16. Francesco Nerli
17. Girolamo Casanate
18. Galeazzo Marescotti
19. Fabrizio Spada
20. Philip Thomas Howard of Norfolk
21. Giambattista Spinola
22. Antonio Pignatelli (élu pape Innocent XII)
23. Francesco Buonvisi;
24. Savo Millini
25. Lorenzo Brancati di Lauria
26. Urbano Sacchetti
27. Gianfrancesco Ginetti
28. Benedetto Pamphilj
29. Giacomo de Angelis
30. Opizio Pallavicini
31. Marcello Durazzo
32. Marcantonio Barbarigo
33. Carlo Stefano Anastasio Ciceri
34. Leopold Karl von Kollonitsch
35. Étienne Le Camus
36. Johannes van Goes
37. Pier Matteo Petrucci
38. Pedro de Salazar Gutiérrez de Toledo
39. Jan Kazimierz Denhoff
40. José Sáenz de Aguirre
41. Leandro Colloredo
42. Fortunato Ilario Carafa della Spina
43. Domenico Maria Corsi
44. Giovanni Francesco Negroni
45. Fulvio Astalli
46. Francesco Maria de' Medici
47. Rinaldo d'Este
48. Pietro Ottoboni
49. Bandino Panciatici
50. Giacomo Cantelmo
51. Ferdinando d'Adda
52. Toussaint de Forbin-Janson
53. Giovanni Battista Rubini
54. Francesco del Giudice
55. Giovanni Battista Costaguti
56. Carlo Bichi
57. Giuseppe Renato Imperiali
58. Luigi Omodei
59. Giovanni Francesco Albani
60. Francesco Barberini
61. Lorenzo Altieri